# Avant-projet de statut de la Région valencienne de février 1937
Pour les articles homonymes, voir Statut d'autonomie valencien.
L'avant-projet de statut de la Région valencienne (titre original, en catalan : Avantprojecte d'Estatut de la Regió Valenciana) est un projet de statut d'autonomie pour le Pays valencien publié en février 1937 à l'initiative du parti Esquerra Valenciana.

## Présentation
Le texte, écrit en catalan valencien et présenté le 20 février 1937, sept mois après le début de la guerre civile espagnole, par le parti républicain Esquerra Valenciana, se compose de 17 articles (incluant diverss paragraphes alphabétiquement séparés) répartis en 5 titres.
Contrairement au projet précédent, les bases pour le statut du Pays valencien, initiative de la CNT, il s'applique au territoire valencien historique et actuel, correspondant aux provinces de Valence, d'Alicante, de Castellón. Il reprend la dénomination de « Région valencienne », déjà consacrée dans le projet blasquiste de 1931.
En multipliant les références au texte constitutionnel de 1931, il se démarque par sa posture résolument légaliste.
La question linguistique est abordée dans trois articles distincts. Le valencien y est défini comme « langue officielle de la Région valencienne », en « officialité [...] partagée avec le castillan dans le but de faciliter les relations avec la petite minorité de localités du pays de parler castillan ».
Le texte introduit une nouveauté, qui sera en substance reprise dans certains projets des années 1980, « la nomination de Magistrats et de Juges [...] au moyen d'un concours parmi ceux inscrits dans le classement général de l'État, la connaissance du droit foral valencien et de la langue [...] dans une condition qui donnera préférence [...] ». L'article 10f du titre II indique que la connaissance du valencien est exigée aux juges exerçant dans les zones catalanophones mais prévoit pour cette mesure une exemption de 5 ans à compter de l'approbation du statut. Le même article indique qu'il confie à l'Institut d'études valenciennes (es) l'établissement des deux zones linguistiques de la région.
En raison de difficultés liées au conflit, ce texte demeura sans suite.